# Catalog of Fishes

Catalog of Fishes est une base de données en ligne et une référence sur les noms scientifiques des espèces et genres de poissons.
Ce site est hébergé par la California Academy of Sciences. Il a été créé et est mis à jour en permanence par William Neil Eschmeyer, ichtyologiste américain.

## Contenu
La taxonomie maintenue par Catalog of Fishes est considérée comme faisant autorité et est utilisée comme référence. Ce catalogue comporte environ 58 300 entrées, dont 36 983 sont reconnues comme valides et 10 600 pour les genres dont 5 100 valides.
Les informations que l'on peut y trouver sont, pour une espèce donnée :
- la référence à la description d'origine, pour le spécimen type ;
- les références à l'utilisation du nom dans la littérature taxonomique ;
- un relevé de l'état actuel du nom et de la validité du taxon ;
- la famille à laquelle il appartient.

En 1998, une version imprimée de 3 000 pages et une version CD ont été publiées. Cela faisait suite à un catalogue des genres publié en 1990.